# Modelo de barras y esferas
En química, el modelo de barras y esferas es un modelo molecular de una sustancia química en el que se muestra la posición tridimensional de los átomos y los enlaces entre ellos. Los átomos son típicamente representados por esferas, conectadas por las barras que representan los enlaces. Los enlaces dobles y triples son generalmente representados respectivamente por dos y tres barras curvas. En un modelo ideal, los ángulos entre las barras deberían ser los mismos entre los ángulos entre los enlaces, y las distancias entre los centros de las esferas deberían ser proporcional a las distancias correspondientes entre los núcleos atómicos. A menudo el elemento químico de cada átomo es representado por diferentes colores de esfera.
En un modelo de barras y esferas usualmente el radio de las esferas mucho menor al tamaño de las barras con el fin de lograr una perspectiva más clara de los átomos y enlaces representados. Como consecuencia, el modelo no provee un visión clara del espacio ocupado por la sustancia. En esa perspectiva, el modelo de barras y esferas es diferente del Modelo de espacio lleno, donde el radio de las esferas es proporcional al radio atómico y en la misma escala que las distancias atómicas, y por lo tanto muestran el espacio ocupado pero no los enlaces.
Los modelos de barras y esferas pueden ser artefactos tangibles o digitales a través de gráficos computacionales. El primero son usualmente construidos por un kit de modelado molecular, consistente en un número de resortes helicoidales barras flexibles de plástico, y un número de esferas con agujeros taladrados. El color de las esferas normalmente siguen el esquema de colores CPK. Algunas cursos universitarios de química requieren que los estudiantes compren estos modelos como materiales didácticos para facilitar el aprendizaje

## Historia

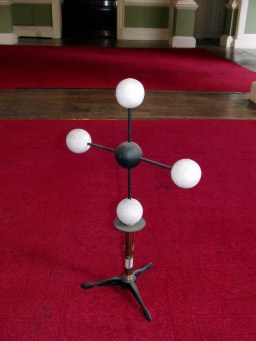
Modelo de Hofmann de 1865 muestra una molécula de metano (CH_{4}).

En 1865, el químico alemán August Wilhelm von Hofmann fue el primero en crear los modelos moleculares de barras y esferas. El usó los modelos en una conferencia en la Royal Institution.
Compañías especializadas manofacturan kits y modelos a pedido. Una de las primeras compañías fue Woosters en Bottisham, Cambridgeshire, Reino Unido. Junto a los agujeros tetra, tri y octo hédricos, existían esferas multiuso de 24 perforaciones. Estos modelos permitieron la rotación de los enlaces, el cual podía ser a la vez una ventaja al mostrar la flexibilidad molecular y una desventaja al ser modelos blandos. La escala aproximada fue 5 cm por ángstrom (0.5 m/nm o 500 000 000:1), pero no fue consistente en todos los elementos.
La compañía Beevers Miniature Models en Edinburgh (ahora operando en Miramodus) produjo pequeños modelos usando esferas de PMMA y barras de acero inoxidable. En estos modelos, el uso individual de esferas agujereadas con ángulos de enlaces y distancia de enlace precisos permitieron el modelado de grandes estructuras de cristal en una forma ligera y rígida.